# Ji Soo
Pour les articles homonymes, voir Kim Ji-soo (homonymie) et Kim.
Dans ce nom coréen, le nom de famille, Kim, précède le nom personnel.
Kim Ji-soo (coréen : 김지수, né le 3 janvier 1995), mieux connu sous le nom Ji Soo (coréen : 지수), est un acteur sud-coréen.

## Carrière
Il commence sa carrière d'acteur en 2009 et par conséquent apparaîtra dans divers courts métrages. Il gagne en popularité grâce au drama Angry Mom (2015),,,.et aussi connue en 2019 pour avoir joué dans le drama coréen My First First Love jouant le rôle de Tae-o.

## Filmographie

### Films
| Année | Titre                       | Rôle                     |
| ----- | --------------------------- | ------------------------ |
| 2007  | Beastie Boys                |                          |
| 2010  | Boy in Pain (court métrage) |                          |
| 2014  | Han Gong-ju                 | Membre du gang de Min-ho |
| 2014  | Seoul Mates                 | Joon                     |
| 2014  | Adult (court métrage)       |                          |
| 2014  | More Than (court métrage)   |                          |
| 2016  | One Way Trip                | Yong-bi                  |

### Séries télévisées
| Année | Titre                           | Rôle                        | Note(s) | Chaîne      |
| ----- | ------------------------------- | --------------------------- | --- | ----------- |
| 2012  | To the Beautiful You            | Étudiant                    | Caméo | SBS         |
| 2012  | Family                          | Han Song-yi                 | Caméo (épisode 45) | KBS         |
| 2014  | Love Frequency 37.2             | ex-petit ami de Go Dong-hee | Caméo (Épisode 3) | MBC Every 1 |
| 2015  | Angry Mom                       | Go Bok-dong                 | Personnage principal | MBC         |
| 2015  | Cheer Up!                       | Seo Ha-joon                 | Personnage principal | KBS         |
| 2015  | Sassy, Go Go                    | Han ju                      | Personnage secondaire | KBS         |
| 2016  | Page Turner                     | Jeong Cha-sik               | Personnage principal | KBS         |
| 2016  | Doctors                         | Kim Soo-cheol               | Invité (Épisodes 1-2, 5, 7-8) | SBS         |
| 2016  | Scarlet Heart: Ryeo             | Wang Jung                   | Personnage principal | SBS         |
| 2016  | Fantastic                       | Kim Sang-Wook               | Personnage secondaire | JTBC        |
| 2016  | Weightlifting Fairy Kim Bok Joo | Collègue de Kim Bok Joo     | Caméo | MBC         |
| 2017  | Strong Woman Do Bong-soon       | In Gook Doo                 | Personnage principal | JTBC        |
| 2017  | Bad Guys : Vile City            | Han Gang Ju                 | Personnage principal | Netflix OCN |
| 2019  | My First First Love             | Yoon Tae-oh                 | Personnage principal | Netflix     |
| 2020  | When I Was The Most Beautiful   | Seo Hwan                    | Personnage principal | MBC         |
| 2021  | The River where the Moon rises  | On Dal                      | Personnage principal (diffusion interrompue après les six premiers épisodes en raison du scandale de violence à l'époque de ses années de lycée) | KBS         |

### Web-séries
| Année | Titre     | Rôle | Note(s)          |
| ----- | --------- | ---- | ---------------- |
| 2015  | Lunch Box | Yong | K-Food Fair 2015 |

### Émissions de télévision
| Année | Titre                | Chaîne      | Note(s)                                 |
| ----- | -------------------- | ----------- | --------------------------------------- |
| 2015  | Showbiz Korea        | Arirang     | avdc Ryu Jun-yeol, Suho et Kim Hee-chan |
| 2016  | Movietalk Live       | Naver V App | avdc Ryu Jun-yeol, Suho et Kim Hee-chan |
| 2016  | Entertainment Weekly | KBS         | avdc Ryu Jun-yeol, Suho et Kim Hee-chan |
| 2016  | Celebrity Bromance   | MBig TV     | Saison 4 avec Nam Joo-hyuk              |
| 2016  | Knowing Bros         | JTBC        | Épisode 42 avec Ga-in                   |

## Radio
| Année | Titre       | Télédiffuseur | Note(s)                          |
| ----- | ----------- | ------------- | -------------------------------- |
| 2016  | Cultwo Show | SBS Power FM  | avec Suho et Kim Hee-chan        |
| 2016  | Cultwo Show | SBS Power FM  | avec Oh Jung-se et Park Ji-young |

## Théâtre
| Année | Titre                                    | Rôle |
| ----- | ---------------------------------------- | ---- |
| 2009  | Bong-sam Wasn't There                    |      |
| 2010  | The Dreamers                             |      |
| 2010  | Monster                                  |      |
| 2010  | Controlled Experiments on Human Subjects |      |
| 2010  | 13th Hero                                |      |
| 2011  | Soulmates                                |      |
| 2012  | A Fool for Children                      |      |

## Récompenses et nominations
| Année | Titre                 | Catégorie                            | Travail nommé | Résultat   |
| ----- | --------------------- | ------------------------------------ | ------------- | ---------- |
| 2015  | 34th MBC Drama Awards | Best New Actor in a Miniseries       | Angry Mom     | Nomination |
| 2015  | 34th MBC Drama Awards | Best Couple Award (avec Kim Hee-sun) | Angry Mom     | Nomination |
| 2016  | 11th Max Movie Awards | Rising Star Award                    | NC            | Lauréat    |